# Sophie Chatel

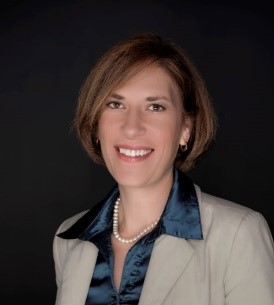
Imagem de Sophie Chatel

Sophie Chatel é uma política canadiana que foi eleita para representar o distrito eleitoral de Pontiac na Câmara dos Comuns do Canadá nas eleições federais canadenses de 2021. Antes de ser eleita trabalhava como funcionária pública.